# Man Gave Names to All the Animals
Man Gave Names to All the Animals – piosenka skomponowana przez Boba Dylana, nagrana przez niego w maju 1979, wydana na albumie Slow Train Coming w sierpniu 1979. Utwór ukazał się na singlu w 1979, na którego B stronie znalazły się różne piosenki.

## Historia i charakter utworu
Utwór ten został nagrany w Muscle Shoals Sound Studio w Sheffield w Alabamie 4 maja 1979 r. Była to piąta sesja nagraniowa tego albumu. Producentem sesji byli Jerry Wexler i Barry Beckett.
Od samego początku był to utwór kontrowersyjny i krytykowany. Niektórzy uważali tę piosenkę za najgorsze dzieło Dylana. Sam Dylan, być może aby jakoś obronić piosenkę i odeprzeć częściowo ataki, nazwał ten inspirowany Księgą Rodzaju utwór „piosenką dziecięcą”.
Dylan wykonywał tę piosenkę podczas swoich tournée gospelowych, czyli w latach 1979–1981. Utwór cieszył się dużym powodzeniem, gdyż Dylan często zmieniał tekst piosenki, np. podmieniając zwierzęta. Po 1981 r. Dylan właściwie przestał wykorzystywać piosenkę na koncertach, jednak po jakimś czasie z powodu jej popularności we Francji i wśród dzieci, powrócił do niej we wczesnych koncertach "Nigdy nie kończącego się tournée".

## Muzycy
Sesja 5
- Bob Dylan – gitara, wokal
- Mark Knopfler – gitara
- Tim Drummond – gitara basowa
- Barry Beckett – instrumenty klawiszowe; organy
- Pick Withers – perkusja
- Harrison Calloway Jr. – trąbka
- Ronnie Eades – saksofon barytonowy
- Harvey Thompson – saksofon tenorowy
- Charlie Rose – puzon
- Lloyd Barry – trąbka
- Carolyn Dennis, Helena Springs, Regina Havis – chórki

## Wykonania piosenki przez innych artystów
- Julie Felix – Colors in the Rain (1980)
- Townes Van Zandt – Roadsongs (1992)
- Hugues Aufray – Aufray Trans Dylan (1995), Au Casino de Paris (1996)
- Ten O'Brien – Red on Blonde (1996)
- Rich Lerner – Napoleon in Rags (2001)